# Samantha Bricio
Samantha Bricio, född 22 november 1994 i Guadalajara, Mexiko, är en volleybollspelare (högerspiker). Hon spelar med Mexikos landslag.
Bricio visade tidigt talang och deltog 2008, bara 13 år gammal, i Mexicos lag vid Nordamerikanska U18-mästerskapet 2008, där laget kom tvåa. Hon deltog även i Nordamerikanska U20-mästerskapet samma år, där laget kom femma. Genom andraplatsen i U18-turneringen kvalificerade sig laget för U18-VM 2009, där de kom nia. 
Bricio debuterade i seniorlandslaget 2010, hon var med 15 år den yngste spelare någonsin att spela med landslaget. Samma år deltog hon åter i nordamerikanska U18-mästerskapet, där laget åter blev tvåa och hon själv utsågs till mest värdefulla spelare. Med seniorlandslaget kom hon femma vid nordamerikanska seniormästerskapet 2011
Hon började studera vid University of Southern California i USA 2012 och spelade därför för deras lag USC Trojans. American Volleyball Coaches Association utsåg henne till årets spelare 2015 medan hon vann Honda Sports Award 2015/2016. Efter avslutade studier spelade hon med Chesapeake Rising Tide i den kortlivande volleybollserien Premier Volleyball League i USA. Därefter fortsatte hon med proffsspel i Europa med spel först i Italien (Imoco Volley 2016-2018), därefter Turkiet (Fenerbahçe SK 2018-2019), åter Italien (Pallavolo Scandicci Savino Del Bene 2019-2020) och slutligen Ryssland (ZHVK Dinamo Kazan 2020-2022) innan hon 2022 flyttade till Kina för spel med Shanghai.
Samantha har en bror Irving Bricio, som även han spelat på elitnivå med Mexikos herrlandslag i volleyboll.